# 金禧國際控股
金禧國際控股集團有限公司，簡稱金禧國際控股集團和金禧國際控股，(Golden Century International Holdings Group Limited)（港交所除牌前：91），是一家在香港交易所上市的綜合企業公司。主要業務是從事煤層氣勘探及開採以及電子零件銷售，公司於香港註冊，主席為盤繼彪。前身為「標準資源控股有限公司」。
2009年資產淨值為HKD 1,174,642,000 。
公司總部置於金鐘夏愨道遠東金融中心37樓

## 歷史
駿新能源前身為一家建築商德榮建築，香港回歸後易名為德榮投資，後來給一位唐先生購入，不久入主廣東信託(已清盤)在香港的上市公司廣信企業(0340)，又注人臍帶血業務，易名創富生物科技，不久就已轉移控股權。至於本身則搞科技概念，易名航宇數碼科技，不久又還原。在2004年，唐先生以股代債，取回控股權，易名駿新集團。
在2006年5月，公司開始進軍燃氣業務：
收購一家供氣公司之全部權益，購入三峽燃氣，作價2.5億，以新股及票據支付，為進軍能源的開端，財顧就是現時在創業板上市域高金融（港交所：8340）的前身。
2006年10月，易名駿新能源。
駿新能源前主席唐先生是香港市場聞名的股市炒家，擅長利用股本的合并重組“向下炒”，從市場抽水套取資金。
2013年11月，易名標準資源。
2020年3月，易名金禧國際。

## 附屬公司
- 加拿大英發能源有限公司

## 連結
- 標準資源控股 （页面存档备份，存于）